# Frankfurt (Schiff, 1900)
Die Frankfurt war ein deutsches Dampfschiff der Köln-Klasse des Norddeutschen Lloyd, gebaut von Joh. C. Tecklenborg. Die Frankfurt lief am 17. Dezember 1899 vom Stapel und wurde zunächst vom Norddeutschen Lloyd betrieben. Von 1900 bis 1918 verkehrte sie zwischen Deutschland und den Vereinigten Staaten. Viele ihrer Passagiere waren Auswanderer. Im Jahr 1919 wurde die Frankfurt von der White Star Line erworben. 1922 wurde sie dann an die Oriental Navigation Company in Britisch-Hongkong verkauft, wo sie in Sarvistan umbenannt wurde. Bekanntheit erlangte das Schiff durch die Verwicklung in den Funkverkehr der Titanic bei deren Untergang im Jahr 1912.

## Geschichte
Die Frankfurt wurde von Joh. C. Tecklenborg in Geestemünde (im heutigen Bremerhaven) gebaut und lief als zweites Schiff ihres Namensvetters am 17. Dezember 1899 für den Norddeutschen Lloyd vom Stapel. Vor dem Ersten Weltkrieg beförderte das Schiff vor allem deutsche und österreichische Einwanderer in die Vereinigten Staaten. Am 31. März 1900 startete die Jungfernfahrt von Bremen nach Baltimore. 
Die Frankfurt transportierte ab dem 3. Juli 1900 zusammen mit der Wittekind zusätzliche Marineinfanterie der I. und II. Seebataillone wegen des Boxeraufstandes nach China und die Hannover folgte ihr in der zweiten Staffel der Truppentransporter für das Ostasiatische Expeditionskorps am 4. September und traf am 19. Oktober 1900 in China ein.
Am 25. Dezember 1901 machte die Frankfurt ihre erste Fahrt nach Galveston, Texas, und fuhr danach häufig von Bremen nach Baltimore, Galveston oder nach beiden Orten. Im Jahr 1908 fuhr sie nach Südamerika. Dann, ab 1910, begann die erste von vielen Reisen von Bremen nach Philadelphia und Galveston. Im Jahr 1914 fuhr sie von Bremen nach Boston und dann nach New Orleans.
Am Ende des Ersten Weltkriegs wurde die Frankfurt an das Vereinigte Königreich abgetreten und 1919 von der White Star Line erworben. Im Jahr 1922 wurde das Schiff an die Oriental Navigation Company im britischen Hongkong verkauft und in Sarvistan umbenannt. Im Jahr 1931 wurde es in Japan abgewrackt.

## Das Schiff
Die Frankfurt war das dritte Schiff der Serie, die 1899 nach der Köln und der Hannover vom Stapel lief. Mit einer Länge von 131,10 Metern, einer Breite von 16,50 Metern und einem Tiefgang von 8 Metern wurde es von zwei Dreifach-Expansionsdampfmaschinen mit insgesamt sechs Zylindern angetrieben, die eine Leistung von 3.300 PS entwickelten. Ihre Durchschnittsgeschwindigkeit betrug ca. 12 Knoten. Die Tonnage betrug etwa 7.431 BRT. Das Schiff hatte einen Schornstein und zwei Masten, einem Stahlrumpf und war in zwei Decks unterteilt. Zusätzlich zu ihrer Fracht konnte das Schiff 108 Passagiere der 1. Klasse und 1.889 Passagiere, überwiegend Auswanderer, im Unterdeck befördern.

## Untergang derTitanic
Am 15. April 1912 um etwa 00:15 Uhr (Bordzeit der Titanic) war die Frankfurt auf dem Weg von Galveston nach Bremerhaven das erste Schiff, das auf Notsignale der Titanic reagierte. Unter dem Befehl von Kapitän Edward John Smith versuchte der Funker der Titanic, Jack Phillips, die Frankfurt zu erreichen, um seine Position zu bestätigen. Der Funker der Frankfurt, W. Zippel, antwortete jedoch nur mit „Standby“. Es kann nur spekuliert werden, ob er zu diesem Zeitpunkt seinen Kapitän informierte. Um 00:38 Uhr übermittelte die Frankfurt ihre Position an die Titanic und wurde von Phillips angewiesen, seine Brücke zu informieren und zur Hilfe zu kommen. Zu diesem Zeitpunkt war die Frankfurt zwischen 120 und 150 Seemeilen von der Titanic entfernt (222 bis 277 Kilometer). Dies machte es für den Funker der Frankfurt bereits schwierig, die Rufe der Titanic zu hören und zu verstehen. Einigen Berichten zufolge deutet die Funksignalstärke der Frankfurt darauf hin, dass sie tatsächlich näher an der Titanic war (laut dem Funker auf Mount Temple und dem überlebenden Funker auf der Titanic, Harold Bride). Dies ist jedoch höchstwahrscheinlich auf einen stärkeren Funksender auf der Frankfurt im Vergleich zu den umliegenden Schiffen zurückzuführen.
Gegen 1:23 Uhr fiel der Funksender der Titanic aus, wodurch die Kommunikation mit der Frankfurt und vielen anderen Schiffen, die auf ihre Notrufe reagierten, unterbrochen wurde. Als die Frankfurt keine Rufe mehr von der Titanic empfing, versuchte Zippel, mit der Nachricht „What is the matter with you?“ („Was ist los bei dir?“) wieder Kontakt aufzunehmen, was Phillips ungewollt verärgert hatte. Phillips, frustriert darüber, dass die Frankfurt nach dem Empfang des ersten Notrufs der Titanic die ganze Zeit über nichts von der Situation gewusst zu haben schien, antwortete: „Du Narr! Halte dich bereit und bleibe draußen!“ Aufgrund der Entfernung zwischen den Schiffen und der schwächer werdenden Signalstärke der Titanic wurde dies jedoch höchstwahrscheinlich nicht vom Funker der Frankfurt gehört.
George Behe von der Titanic Historical Society wies darauf hin, dass Zippel zum Zeitpunkt von Phillips’ Empörung der Ernst der Lage der Titanic durchaus bewusst war. Obwohl Kapitän Hattorff das tatsächliche Ausmaß der Situation nicht kannte, ging er mit den wenigen Details, die er hatte, vom Schlimmsten aus. Er vermutete sogar, dass die Titanic um 1:23 Uhr untergegangen war, da dies das letzte Mal war, dass er eine Nachricht von der Titanic hörte.
Als die Situation der Titanic erkannt wurde, steuerte Hattorff laut der Zeitschrift Überall mit voller Geschwindigkeit auf die Position der Titanic zu. Er befahl der Schiffsküche, Brot zu backen, und der Besatzung, Decken für die zu rettenden Passagiere bereitzustellen. Kapitän Hattorff schätzte, dass er anhand der angegebenen Koordinaten bis 11:00 Uhr vormittags an der Unglücksstelle sein konnte.
Dasjenige Schiff, das der Titanic am nächsten lag, war die Californian. Deren Funkstation war allerdings nachts nicht besetzt. Erst am frühen Morgen hörte ihr Funker Cyril Evans wieder den Funkverkehr ab. Die Frankfurt war das erste Schiff, das ihm mitteilte, dass die Titanic über Nacht gesunken sei.

## Erwähnenswertes
Der Frankfurt Seamount, einer der Fogo Seamounts (Tiefseeberge) südöstlich der Grand Banks von Neufundland im Nordatlantik, ist nach dem Schiff benannt.